# ألتراس ستار بويز

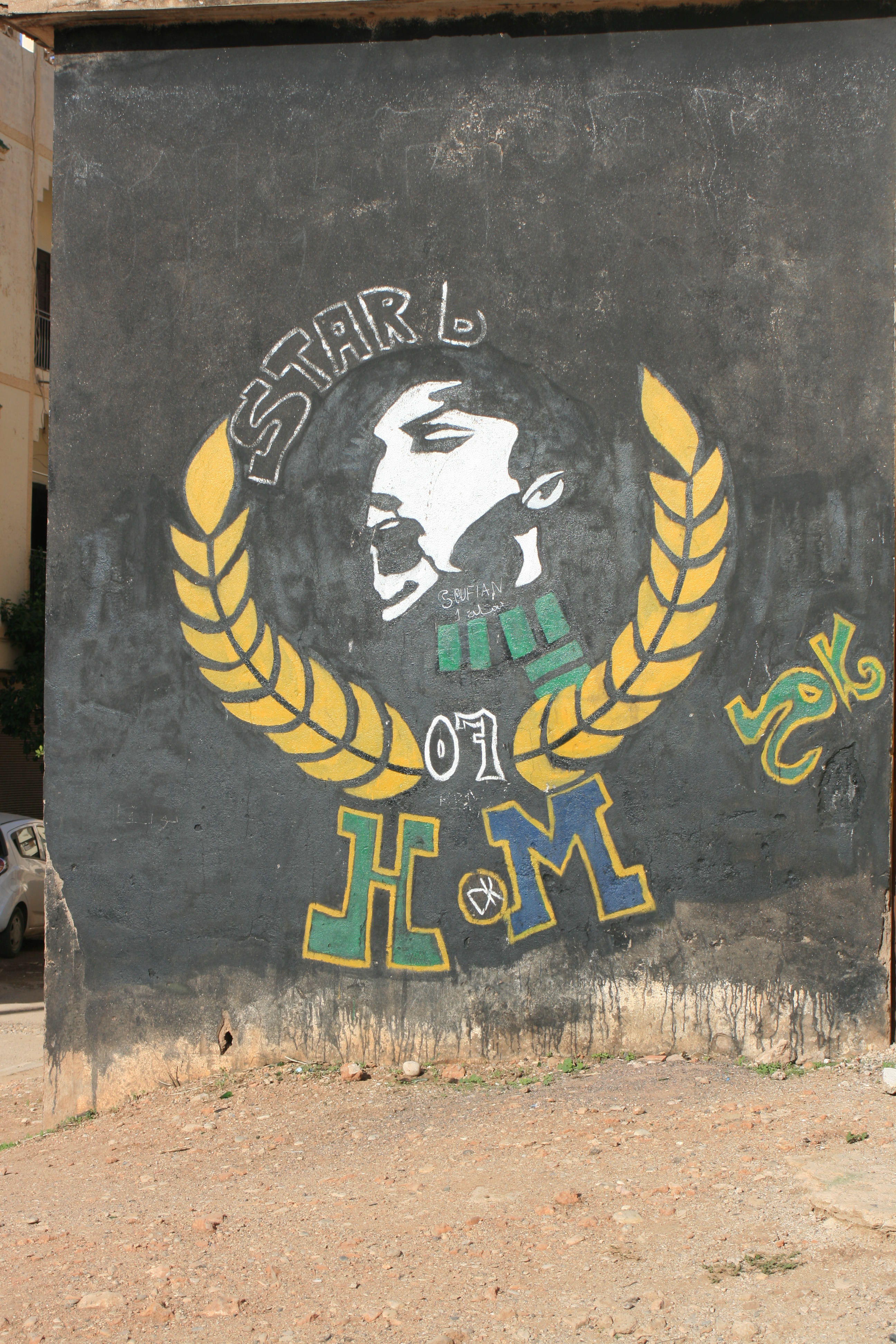
شعار أولتراس ستار بويز Ultras star boys

شعار نادي الرجاء الملالي

أولتراس ستار بويز (بالإنجليزية: Ultras star boys)‏ هي المجموعة المساندة لنادي رجاء بني ملال. تأسَّست المجموعة رسميًا في 22 تشرين الأول/أكتوبر 2007 وكانت قبلها «مجموعة كيلرز» و«مجموعة فايترز» اللذان يُعتبرانِ نواةً للستار بويز. عُرفت الأخيرة بلباسها الأخضر والأبيض المخطَّط مثل النادي الذي تُرافقه وتُسانده.

## الشعار وأصل التسمية
ارتبطَ اسم أولتراس ستار بويز بألوان الفريق ومن هذا المنطلق تم اختيار اسم «ستار بويز» ومعناه بالإنجليزيّة: «شباب النجوم».

## التأثير
بعد تأسيسِ ألتراس ستار بويز زادَ عدد مشجعي فريق الرجاء الملالي وبدأت المجموعة بعمل احتفاليات كبرى لإضفاء جمالية في مدرجات كرة القدم.

## العلاقات
تبتعد المجموعة عن الدخول في أي علاقة مع مُسيري أو منخرطي الفريق، فعمل المجموعة هو تشجيع اللاعبين وحثهم على بذل مجهود أكثر وتقديم الأفضل، وإذا كان الفريق في تنازل مستمر تحتجُّ المجموعة على أوضاع الفريق بطرق حضارية عن طريق بلاغات أو رسائل، أو عن طريق مقاطعة المبارة، أو تأنيب اللاعبين في الملعب.

## الموارد المالية
تعتمد المجموعة على عملٍ يخوّل لها التسيير الذاتي ماليًا، فالعمل يأتي من بطائق الانخراط وبيع منتوجات المجموعة وغير ذلك.

## المبادئ
المبدأ الأساسي لألتراس الستار بويز هو الحب المطلق لفريق الرجاء الملالي، ومعرفة الفريق معرفة كبيرة والتشجيع اللامشروط للفريق والدفاع عن سمعته.